# 達拉尼·卡爾曼
普斯塔森吉厄吉·艾什·泰泰特倫·達拉尼·卡爾曼（匈牙利語：Pusztaszentgyörgyi és tetétleni Darányi Kálmán；1886年3月22日—1939年11月1日），匈牙利王國前首相。

## 早年
他於1909年初入政壇任公務員，1914年時一戰爆發他一度棄筆從戎，1917年退伍後出任佐廖姆縣首席行政長官，以31歲的年齡成為了當時最年輕的縣級首長。

## 進入權力中心
在長年執政的統一黨於經濟大蕭條分裂成相對自由、保守和親猶太的貝特倫派和較崇尚獨裁、進步和反猶太的根伯什派後，達拉尼很快憑藉與他多年的友誼打進根伯什派的核心圈子，卻也與貝特倫維持聯繫，因此根伯什入相後他得以官拜農業部長，甚至在根伯什派失去霍爾蒂攝政王信任及根伯什本人病重以致樹倒猢猻散時，達拉尼仍然得以憑藉著貝特倫與霍爾蒂的默許繼續代理首相一職直至根伯什於1936年病逝，他在根伯什的葬禮上被霍爾蒂任命為新首相。

## 首相任內
根伯什的驟逝留給匈牙利一個複雜的政治局面，如何接續他明確的經濟、外交和內政政策是一大難題，而根伯什一手提攜的箭十字黨成為了霍爾蒂與貝特倫的眼中釘。貝特倫期望他能徹底重整根伯什的政治遺產，並再建更開明的憲政和選舉體制，「根伯什孤兒」（已失勢的根伯什派成員）則希望他能完成根伯什的國家工作計畫，這些政治鬥爭在達拉尼上台後轟然爆發，由於達拉尼與拜特倫過於親近，他昔日的極右翼同僚以銀行行長伊姆雷迪貝洛為核心，繼續維持紳士法西斯份子的綱領，鼓動政府推動反猶太立法，而底層人民組成的箭十字黨則與達拉尼政府徹底決裂，發動多起暴動嚴重威脅達拉尼的執政。
最終於1937年的大規模修憲祭出了他的回應，修憲包括更關注工人權益的社會政策，例如引入八小時工作制和有薪假，政體上則更趨獨裁，攝政王與上議院的權力被擴大，以穩定政局並更強硬打壓箭十字黨。
1938年，達拉尼因為在未通知霍爾蒂的情況下與箭十字黨交涉，使他與貝特倫的關係降至冰點，霍爾蒂也失去了對他的信任，最終導致他於1938年5月14日以健康原因向他請辭。

## 逝世
1938年12月，達拉尼出任眾議院院長，隔年健康急速惡化，最終於辭去眾議院院長兩天後病逝，享年53歲，霍爾蒂、貝特倫、泰萊基和伊姆雷迪等匈牙利領袖都出席了他的葬禮。

## 評價

### 同時代
極右翼政治家柯茲馬·米克洛什對他強烈批判，將他的性格比做「木屑」，認為他沒有任何幻想或智力高度，並強調其柔寡斷和阿諛奉承的為人之道。
匈牙利足球協會主席什渥伊·卡爾曼在日記中以「跌跌撞撞、無助、兩面派」形容他，並將他的極右翼風格與奧地利納粹黨領袖阿圖爾·賽斯-英夸特做比較。
前外交部長格拉茲·古斯塔夫描繪他為一個嚴肅、誠實、清醒的人，但智力一般的人，稱其樂於當國家的二把手，是其富有魅力的前任的「合理執行者」，在貝特倫統治下是親貝特倫的，在根伯什統治下是親根伯什的。
貝特倫在1944年時如此追憶他的部下:
是一位受過良好教育、有愛國思想和認真負責的匈牙利人，但極度猶豫、優柔寡斷、意志薄弱且性格焦躁不安。
他也批評達拉尼時代極右派和民族社會主義運動異常強大，並將其稱作他缺乏自信導致的問題。
司法部長安塔爾·伊斯特萬則對他的「冷幽默」和深思熟慮讚譽有加。
最積極的描述是由他的直屬同事和最親密的朋友給予的。他在福加拉斯期間結識的蓋薩·文澤以一種有些可悲的方式描述了達拉尼的明智:「他是一位從與其他人完全不同的角度看待和判斷所有事物和事件」
而另一位司法部長拉扎爾·安多爾如此評價他:
就個人而言，他是一位令人尊敬的一流紳士，冷漠、寡言、不求名望的靈魂。在他的沉默中，他有時並不掩飾自己的決心，而是掩飾他的優柔寡斷

### 後世
共產黨執政時期，達拉尼在教科書上的形象沒有得到過多的塑造，十卷本的《匈牙利史》僅在對比根伯什的部分中討論了他的性格。
匈牙利裔美國猶太人大屠殺研究員倫道夫·L·布拉漢姆對達拉尼的行為持有截然不同的看法：根據他的說法，他有意識地奉行雙面政策，並且由於他「個人的極右翼信念」，他故意對箭十字黨和德國人示好。
其傳記作者克雷佩什基認為，嚴格的改革宗式養育、他16歲之前不確定的法律地位、他作為長子的出生以及擁有許多著名祖先的達拉尼對這個名字的負擔，極大地促成了達拉尼的性格問題。他同時代人的幾乎都在他所有特徵中強調他的勤奮和非凡的職業道德，這最終導致他忽視了糖尿病的治療。前線的經歷和女兒們的悲劇可能對達拉尼的性格產生了很大的影響。對他來說，首相位意味著焦慮和過度服從的壓力，他很容易動搖，尤其是當保守派圈子對他提出批評時。事實證明，達拉尼無法讓匈牙利偏離根伯什的政策而導致匈牙利走上第二次世界大戰災難的道路。